# アーロン・ブルックス (バスケットボール)
アーロン・ジャマール・ブルックス（Aaron Jamal Brooks、1985年1月14日 - ）は、アメリカ合衆国・ワシントン州シアトル出身の元プロバスケットボール選手で、現在は指導者。ポジションはポイントガード。身長183cm  体重79kg。ニューヨーク・ニックスのアシスタントコーチを務めている。

## 来歴
オレゴン大学で4年間プレーした後2007年のNBAドラフトでヒューストン・ロケッツから26位で指名されてNBA入り。2009年2月のメンフィス・グリズリーズ、オーランド・マジックとの三角トレードでレイファー・アルストンがマジックに移籍したのに伴いスターターに抜擢 (この三角トレードでカイル・ロウリーがグリズリーズからロケッツに移籍)。翌2009-10シーズンには、平均19.4ポイントを記録し、MIPを受賞した。しかし2010-11シーズンは不調でロウリーにスタメンを奪われ、2011年2月にゴラン・ドラギッチとの交換トレードでフェニックス・サンズに放出された。

2011-12シーズンはNBAがロックアウトに入ったために、ブルックスは中国に航り、広東サザンタイガースで1シーズンプレーした。
2012年7月、フェニックス・サンズは、ブルックスに提示していたクオリファイング・オファーを取り下げることを発表。ブルックスはサクラメント・キングスと契約した。しかし1年間NBAから離れていたブランクは大きく、ブルックスは2013年2月にキングスを解雇され、古巣のヒューストン・ロケッツと契約。更に2014年2月にはデンバー・ナゲッツに移籍した。
2014年7月、シカゴ・ブルズと2年契約。ニコラ・ミロティッチと共に全82試合フル出場し、ベンチからの得点源としてチームを支えた。
2016年7月10日、インディアナ・ペイサーズと契約した。
2017年9月21日、ミネソタ・ティンバーウルブズとトレーニングキャンプに関する契約を結んだ。

## プレースタイル
ポイントガードの中でもシュート優先型の選手であり、アシスト数は平均的。外角からのシュートを得意としており、近年はコンボガードとして各チームから重宝されている。